# Manno (famiglia)
I Manno sono un'antica famiglia nobile italiana, diramata in Sicilia e Sardegna. Al ramo sardo appartennero Giuseppe, presidente del Senato del Regno di Sardegna e d'Italia, e Antonio Manno, senatore e illustre araldista.

## Le origini
L'antica origine della famiglia Manno sarebbe da ricercare, secondo alcuni storici, in Francia, nell'811. Leggenda vuole infatti che la nobile casata discenda dalla schiatta di Carlo Magno imperatore.
I Manno furono una famiglia molto illustre in Toscana nel XIII secolo, in particolare a Siena e a Firenze. Capostipite della famiglia è Paolo Manno, vissuto nel X secolo.
Da Firenze nel 1267 partirono per una spedizione militare Corradino e Rainero Manno con 400 cavalli mantenuti a proprie spese. Erano al servizio di Carlo d'Angiò, Re di Napoli, per discendere in Sicilia contro Federico I. Nelle battaglie che ne seguirono Corradino dimostrò il suo grande valore, tanto da indurre il sovrano partenopeo, come narrano le cronache dell'epoca, a nominarlo colonnello. Corradino svolse inoltre un ruolo di primo piano nelle trattative per la pace fra il Regno di Napoli e quello di Sicilia. Qui, Federico, avendo notato le grandi doti d'animo di Corradino, lo convinse a non tornare a Firenze, ma a restare al suo servizio, nominandolo Maestro di Campo dell'Esercito e Vicario Generale delle Armi. Poco dopo, il sovrano gli assegnò anche feudi, ingenti rendite e il titolo di Barone di Sciacca, dove gli fu data anche la residenza e la carica di Vicario Generale della Valle di Mazzara. È con il figlio Niccolò che si avvia il ramo siciliano dell'illustre casata. Da qui infatti la famiglia assunse sempre più prestigio e potere all'interno della società siciliana, anche grazie ad un'attenta politica matrimoniale, attraverso la quale i Manno, seppur famiglia nuova e sconosciuta nell'Isola, arrivarono a imparentarsi con alcune fra le più nobili casate di Sicilia, come dapprima i Conti Peralta di Caltabellotta, i Bendelmonte, baroni della Verdura, i  Perollo, Baroni di Pandolfina, i Ferraro di Lazarino, i Maurici e poi, più recentemente, i Tagliavia e i Palermo di Santa Margherita.

## Feudi e territori
Dal XVI secolo il ramo principale dei Manno possedeva i feudi di Muziano, Maganaro, Cuddia, Giaccio Vecchio, Mizzano, Salto, Cantarelle e le baronie di Scilinda, Lazarino (coi territori di Monte Sara), Misilabesi, oltre ad altre possessioni ottenute attraverso le unioni con altre famiglie nobili siciliane. A tutti i membri primogeniti maschi della casata spettano il titolo di Barone di Sciacca e Lazarino, il trattamento di Don e di Donna per le figlie femmine. In Sciacca i membri di questa famiglia edificarono già nel XV secolo un palazzo come loro abitazione, che prende, per l'appunto, il nome di Palazzo Manno.

## Importanti personalità del ramo siciliano
- Nicolò Manno, Barone di Sciacca dal 1343;
- Puccio Manno, Senatore a Palermo nel 1368;

## Ramo di Sardegna

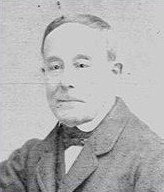
Il Barone Senatore Giuseppe Manno

Un altro ramo è quello dei Manno di Sardegna, distintosi nella prima metà del XV secolo, insediatosi dapprima in Sassari, poi in Alghero. I capostipiti di questo ramo furono Cristoforo e Leonardo, armati cavalieri il 31 agosto 1439 in Sassari, come anche Bartolomeo qualche anno dopo. Cristoforo acquistò nel 1442 le ville di Capula, Siligo, Banari, Terquilo Manno. Si ricorda anche Guantino, che insieme al già citato Bartolomeo, ottiene il privilegio degli onori della generosità nell'anno 1443. Un Giovanni Manno, sempre a Sassari, era arciprete nel 1463.
Di questo ramo ricordiamo Antonio (11 aprile 1647 - morto prima del 1708), avvocato in Alghero e  Giuseppe Manno (1834-1918), Senatore del Regno d'Italia dal 1867. Per mezzo del matrimonio del barone Vittorio Manno (31 luglio 1938) con l'Arciduchessa Alice d'Austria (29 aprile 1941), Principessa di Toscana, figlia di Goffredo d'Asburgo-Lorena, la famiglia Manno è imparentata anche con la Casa reale d'Austria.

## Rami collaterali
La Famiglia Manno ha esteso la sua presenza oltre i confini dell'Italia attraverso i secoli.  Tre rami collegati alla nobile famiglia Manno sono:
- Mano di Costantinopoli e poi Romania dal 1500;
- Manos di Dalmazia dal 1600;
- Manos di Grecia dal 1700.

## Manno di Costantinopoli
Alcuni membri della famiglia Manno si stabilirono a Costantinopoli, ancora capitale dell'Impero Romano d'Oriente, nel XIV secolo e furono tra coloro che fondarono la colonia genovese di Galata. Qui avevano la carica ereditaria di provveditore della Repubblica di Genova. Per ostacolare i turchi la flotta genovese fu posta sotto il comando del provveditore Manno, ma i suoi grandi sforzi furono inutili. Nel 1453 Bisanzio cadde definitivamente in mano turca. Il figlio del provveditore Manno si convertì alla fede ortodossa, prestando giuramento al Patriarca di Bisanzio e difendendo gli interessi della popolazione. Con lui inizia il ramo di Costantinopoli.